# Rhynchosia pentheri
Rhynchosia pentheri là một loài thực vật có hoa trong họ Đậu. Loài này được Zahlbr. miêu tả khoa học đầu tiên.